# 辻愛沙子
辻 愛沙子（つじ あさこ、1995年11月24日 - ）は、日本のクリエイティブディレクター、実業家、社会活動家、コメンテーター。

## 略歴・人物
東京都出身。父は医師・著作家の辻秀一。
所属事務所はGATE。
江戸時代から続く医師の家系に生まれる。幼稚園から女子一貫校に通い、中学2年次にスイスの全寮制アメリカンスクールに進学。高校は渡米しアメリカで過ごす。高校卒業後、慶應義塾大学環境情報学部入学を機に帰国。
大学在学中の2017年4月、当時、インターンを行っていたエードット社に入社。2019年10月にエードットのグループ会社としてarca（アルカ）を創業 し、同年にエードットがマザーズに上場。ナイトプールや遊園地のリブランディング、飲食店や化粧品ブランドのプロデュースなどヒット企画を多数生み出し、Prime Newsαや初耳学、日経トレンディなどでヒットメーカーとして取り上げられる。
同年2019年にnewszeroの水曜パートナーとしての出演を開始し、コメンテーター業を開始。芸能事務所GATEに所属し、テレビ、雑誌、webなど媒体問わず様々な社会問題を取り上げる。ハフポストのweb番組ハフライブやnewszeroのweb番組UpdateTheWorldにてメインMCを務めるなど、SDGsに重きを置いた情報発信を行うZ世代のオピニオンリーダーに。
2021年にエードットグループから独立し、オーナー経営として株式会社arcaを運営。現在に至るまでさまざまな広告やイベント、ブランディング、店舗プロデュースなどを手掛ける。
朝日広告賞や日本パッケージデザイン大賞など、権威あるクリエイティブやデザインの審査員を歴任。
日本暮らし方会議の委員や「SusHi Tech Tokyo」実行委員長、渋谷区観光協会SIWフェローなど、行政の諮問委員も務める。
自身の右耳難聴を公表しており、障害者支援やダイバーシティの取り組みなどに注力している。

## 主な仕事

### 広告/デザイン
- Google #SearchForChange
- Lawson
- PARCO劇場
- 朝日新聞社

### ブランディング
- 株式会社UTENA matomage
- 株式会社MTI LunaLuna
- りんどう湖

### 店舗・空間・施設プロデュース
- そごう西武　CHOOSEBASE
- dial by enouve
- PARCO

### イベント
- 全プリキュア展 ～20th Anniversary Memories～
- SUSHI TECH TOKYO(東京都)
- Odaiba Water Park
- Ladyknows Fes2019 by 日本生命
- matomage祭
- Girls hood party2024 by PLAN INTERNATIONAL

## 出演

### テレビ
- news zero（日本テレビ、2019年10月30日 - 2024年3月27日）
  - 水曜パートナー
- ドデスカ!（メ～テレ、土曜コメンテーター、2024年4月～9月→月曜コメンテーター2024年10月14日 - ）※不定期